# Sehelnarti
Sehelnarti (Sehel ist der eigentliche Name der Insel; narti ist nubisch die Insel, altägyptisch Setjet; griechisch Satis; arabisch جزيرة سهيل, DMG Ǧazīrat Suhail) ist der Name einer Nilinsel, die etwa drei Kilometer südwestlich von Assuan und zwei Kilometer südwestlich von Elephantine entfernt liegt. Der Name der Nilinsel leitet sich von einem der dortigen Orte mit der Bezeichnung Sehel ab.
Auf Sehelnarti befinden sich mehrere hundert Inschriften und Felszeichnungen, die zumeist dem Götterpaar Chnum und Satis sowie ihrer Tochter Anukis gewidmet sind. Die zahlreichen Schriftfunde stammen von Reisenden in altägyptischer Zeit, die auf ihrem Weg von und nach Nubien hier eine Pause einlegten und diese Gelegenheit für eine Inschrift oder Felszeichnung nutzten. 
Sehelnarti fungierte als einer der südlichsten Orte Altägyptens mythologisch als Region der Nilquellen, aus denen die Nilflut geboren wurde. Hier fanden Archäologen die bekannte Hungersnotstele, eine in ptolemäischer Zeit gefertigte Fälschung einer Landbesitzurkunde, mit der die Priesterschaft historische Ansprüche auf Sehelnarti begründen wollte.